# 大園仁壽宮
大園仁壽宮，位於臺灣桃園市大園區的一座廟宇，地方習稱大園大廟等，為大園區重要的信仰中心之一。

## 祀神
- 主祀
  - 感天大帝許遜（即旌陽祖師許真君）。[1]

- 配祀

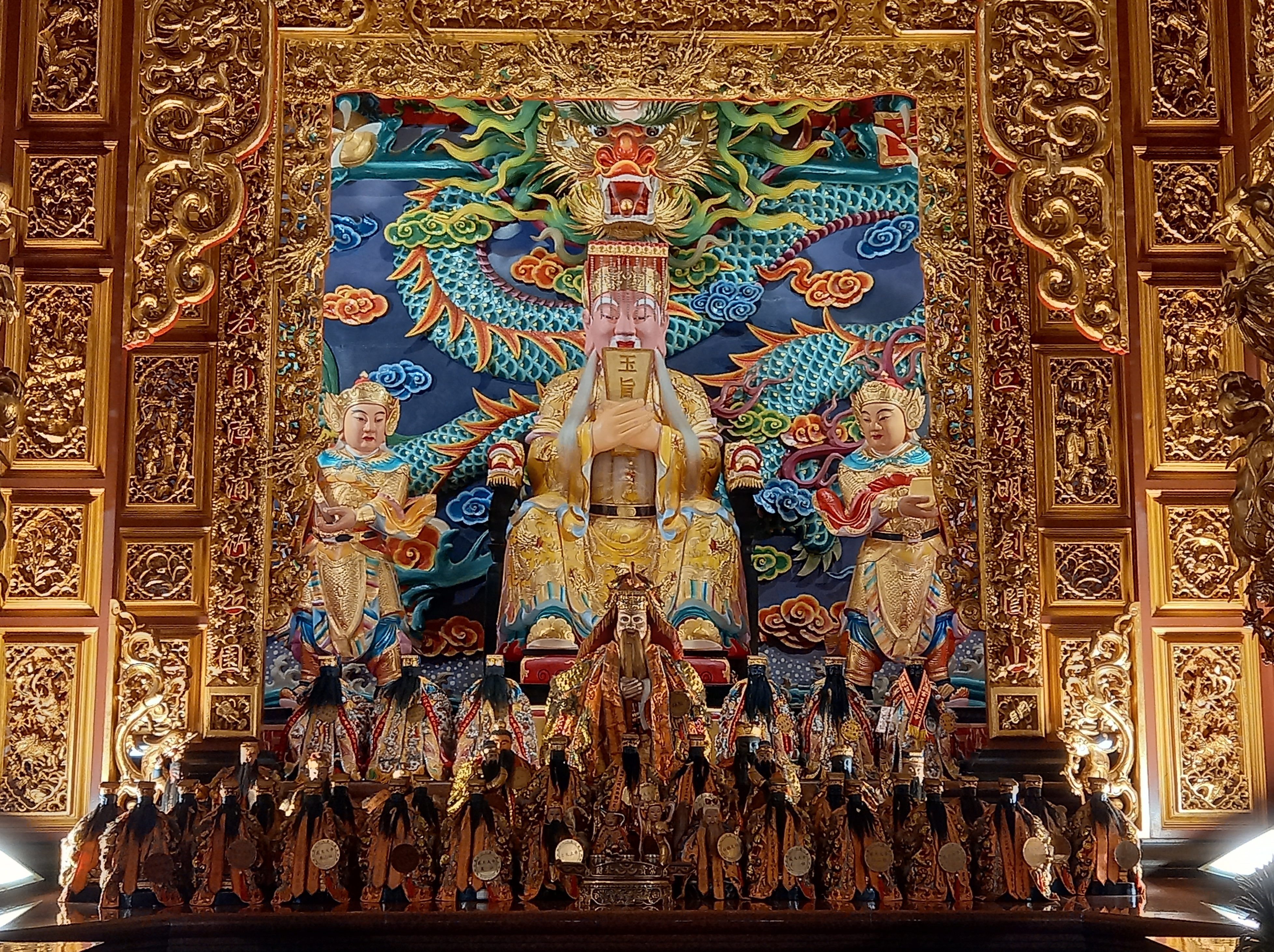
感天大帝

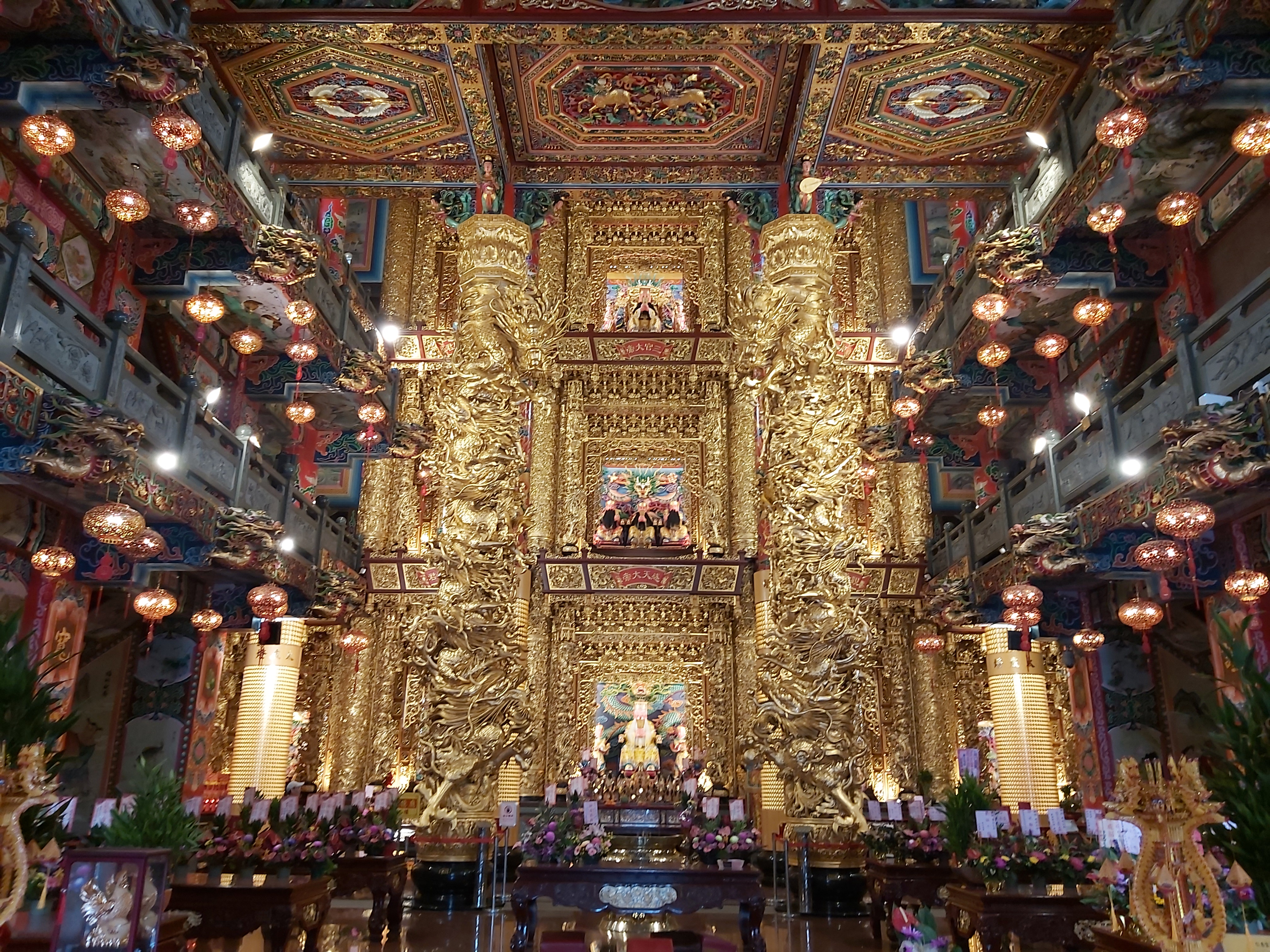
大園仁壽宮殿內

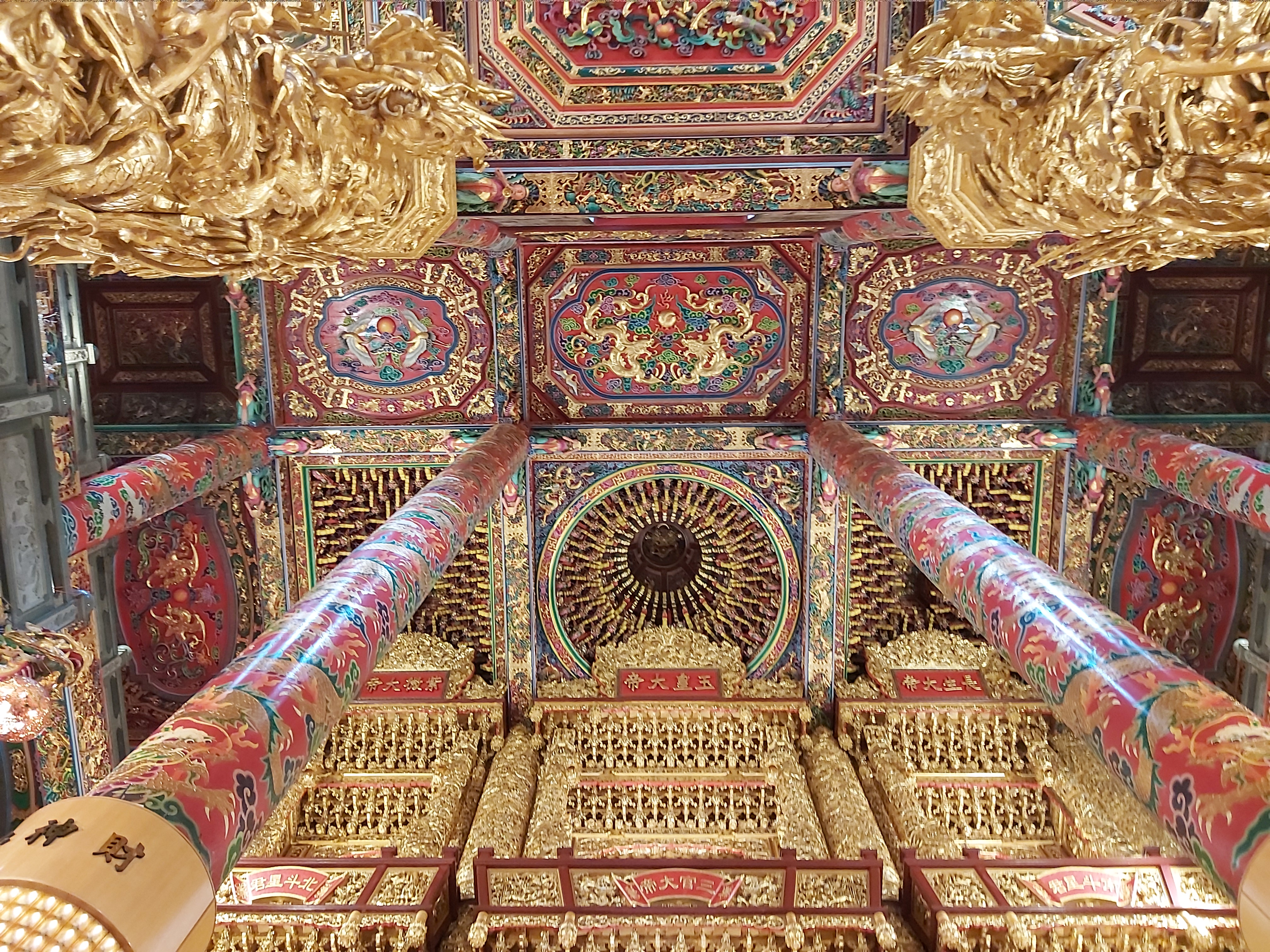
大殿藻井

  - 開漳聖王、中壇元帥、神農大帝、關聖帝君、觀音佛祖、福德正神等神佛。[1]

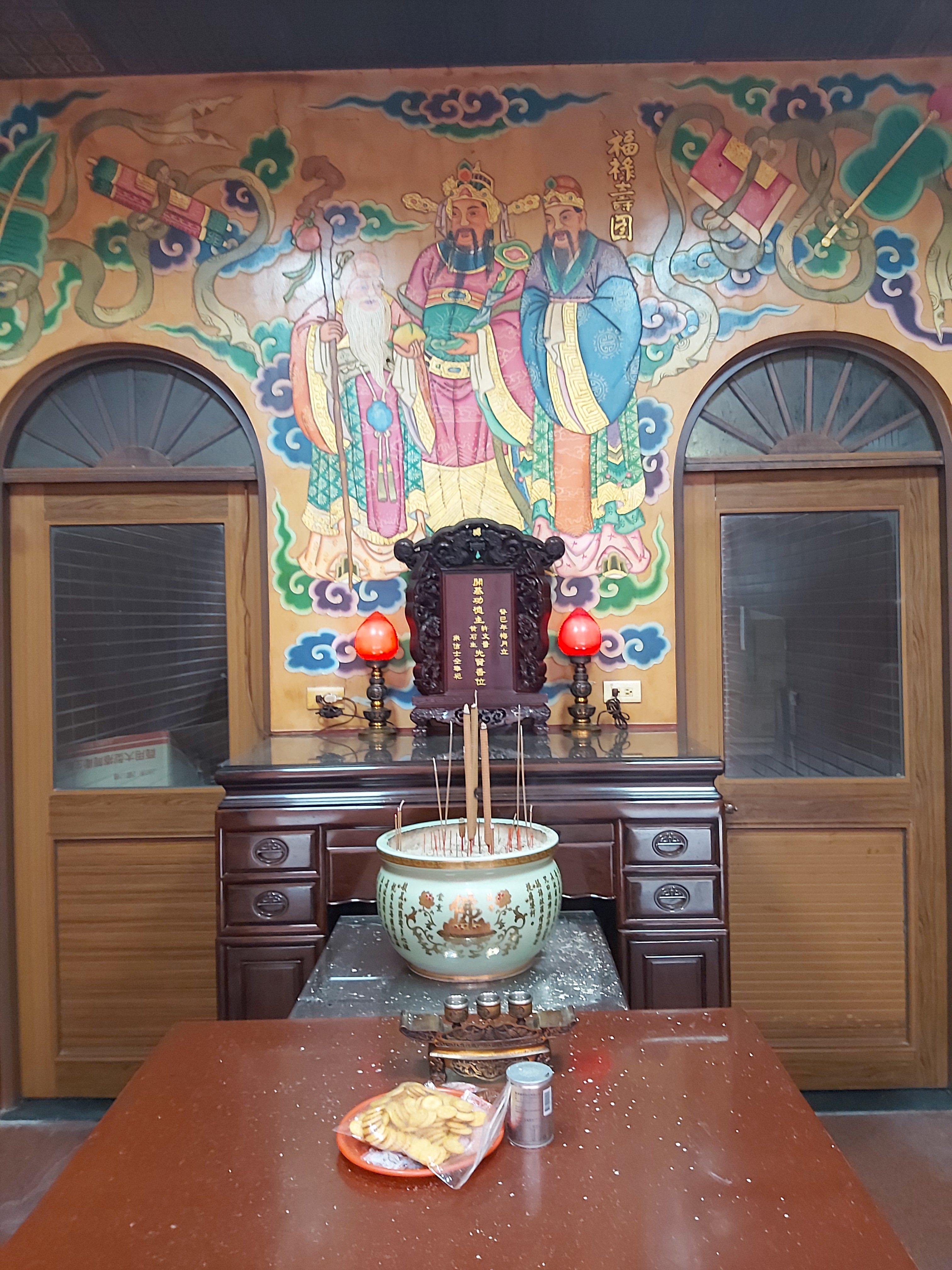
功德廳
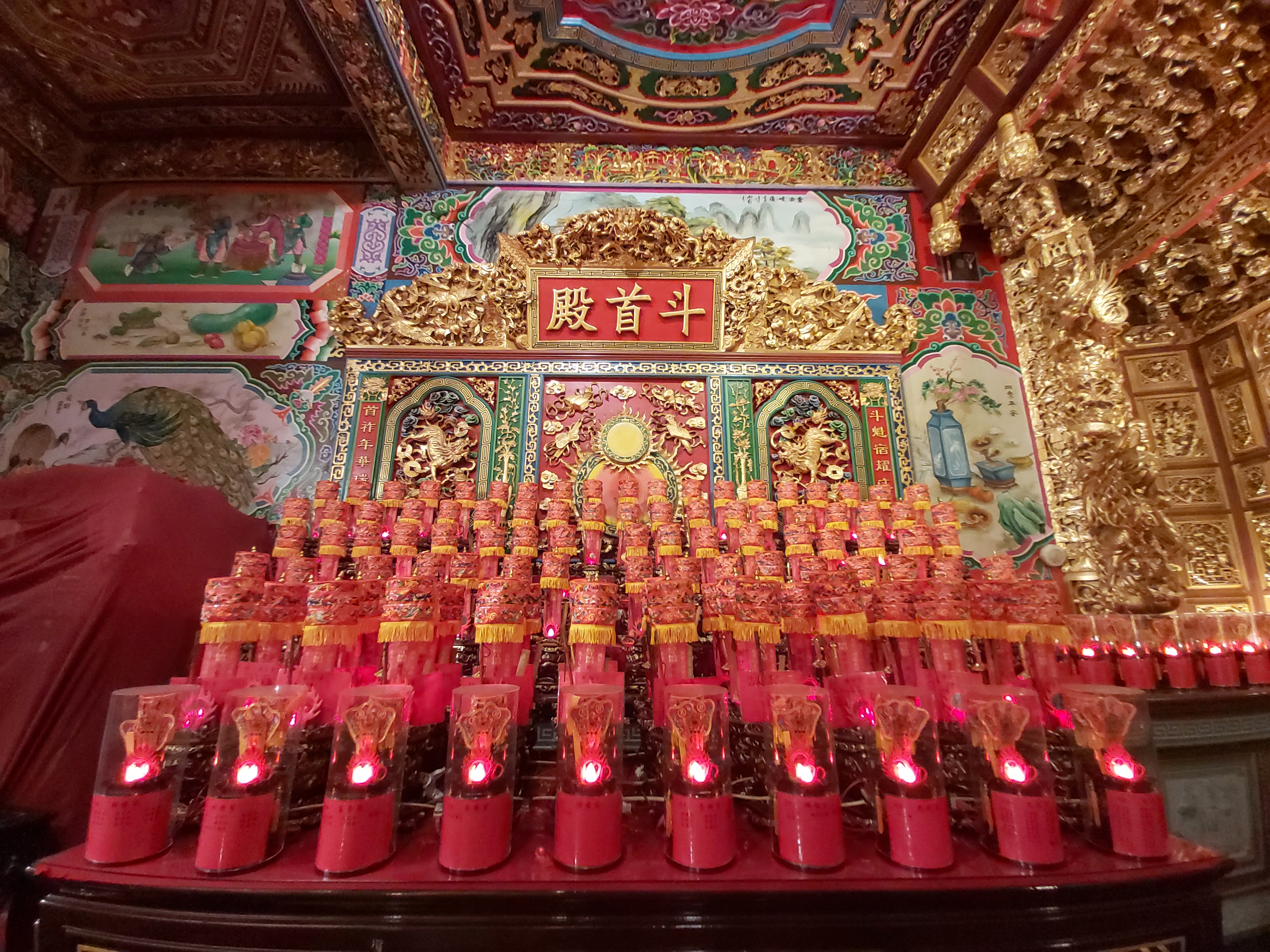
斗首殿
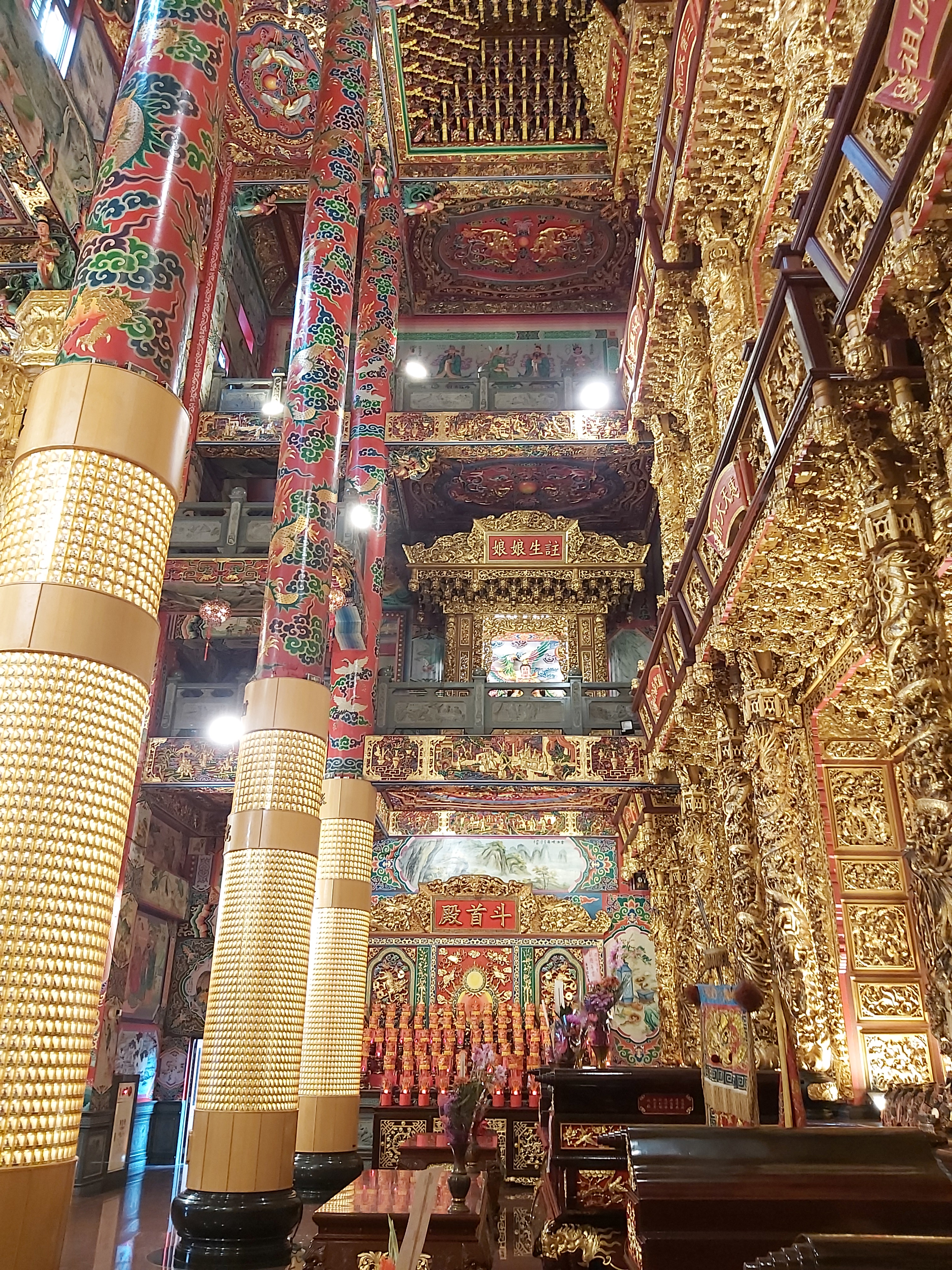
註生娘娘
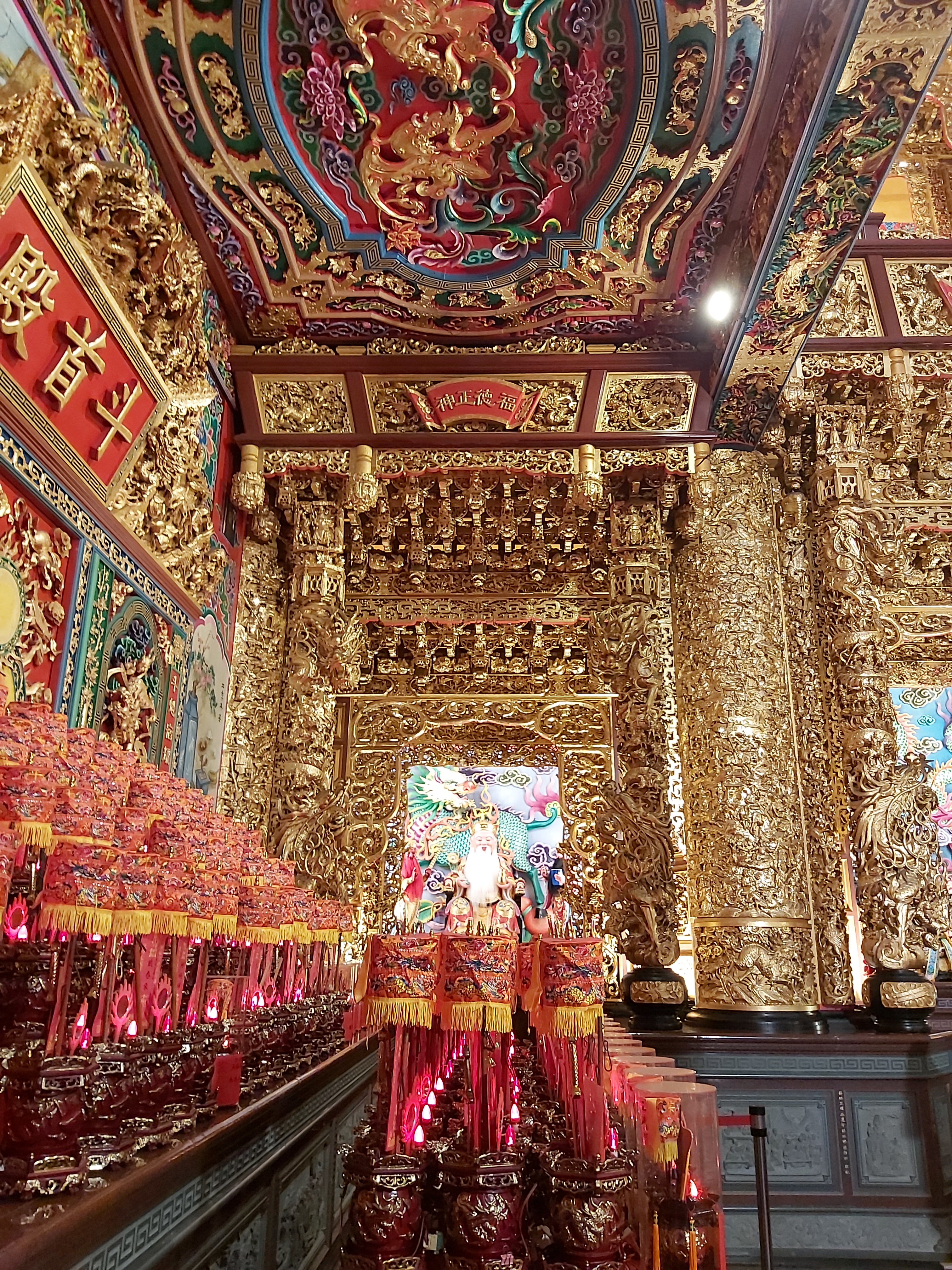
福德正神
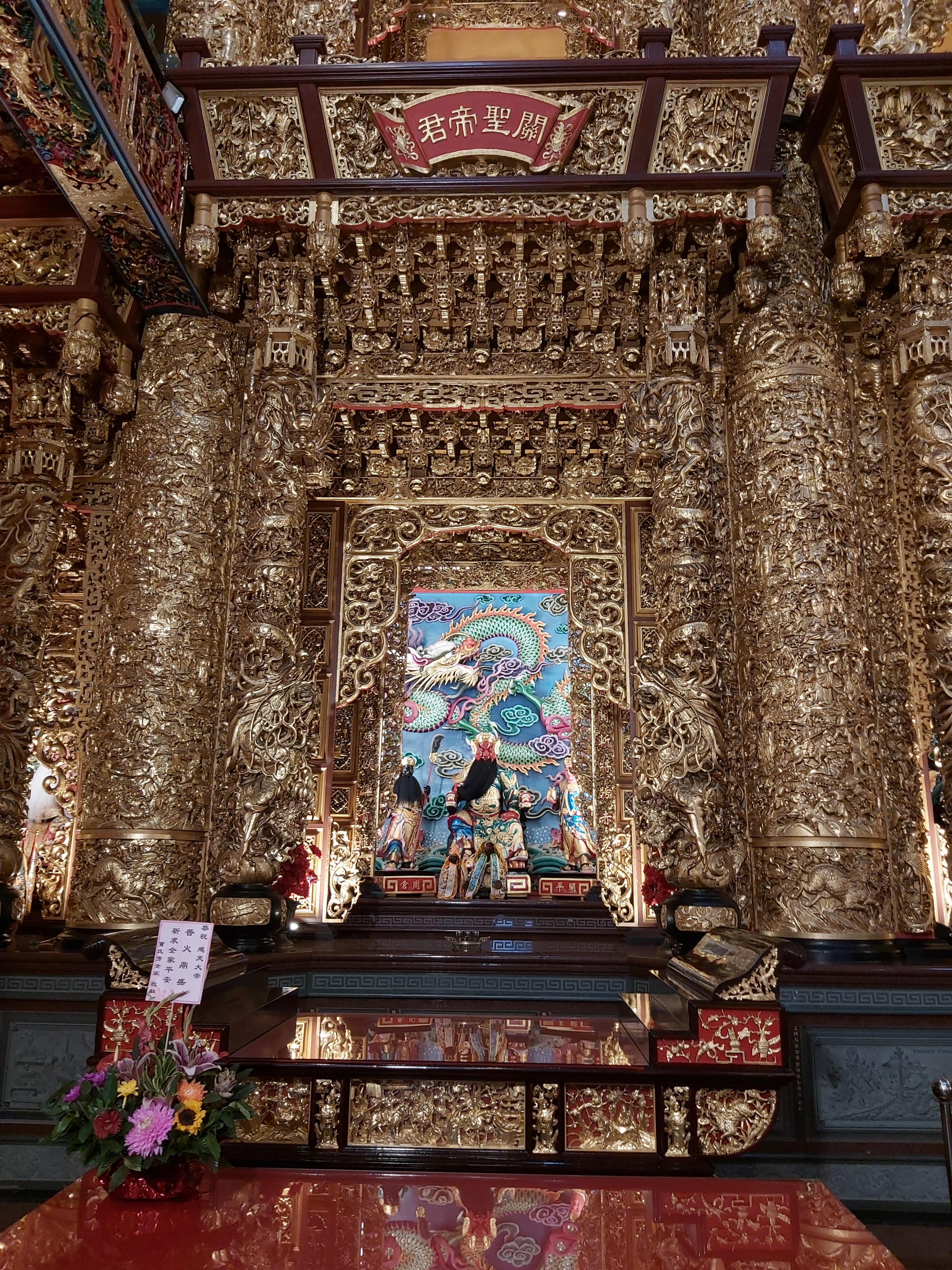
關聖帝君
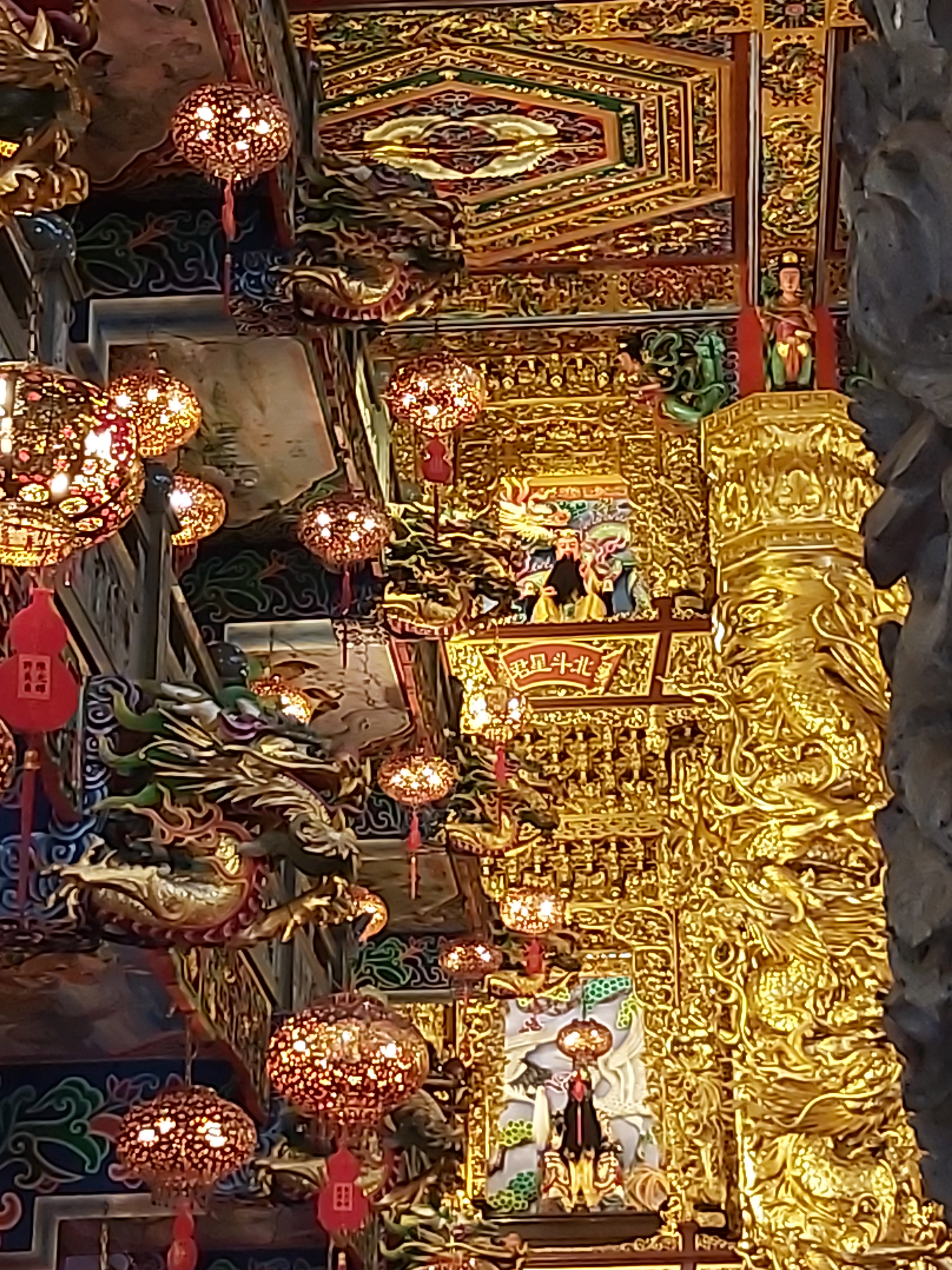
紫微大帝與北斗星君
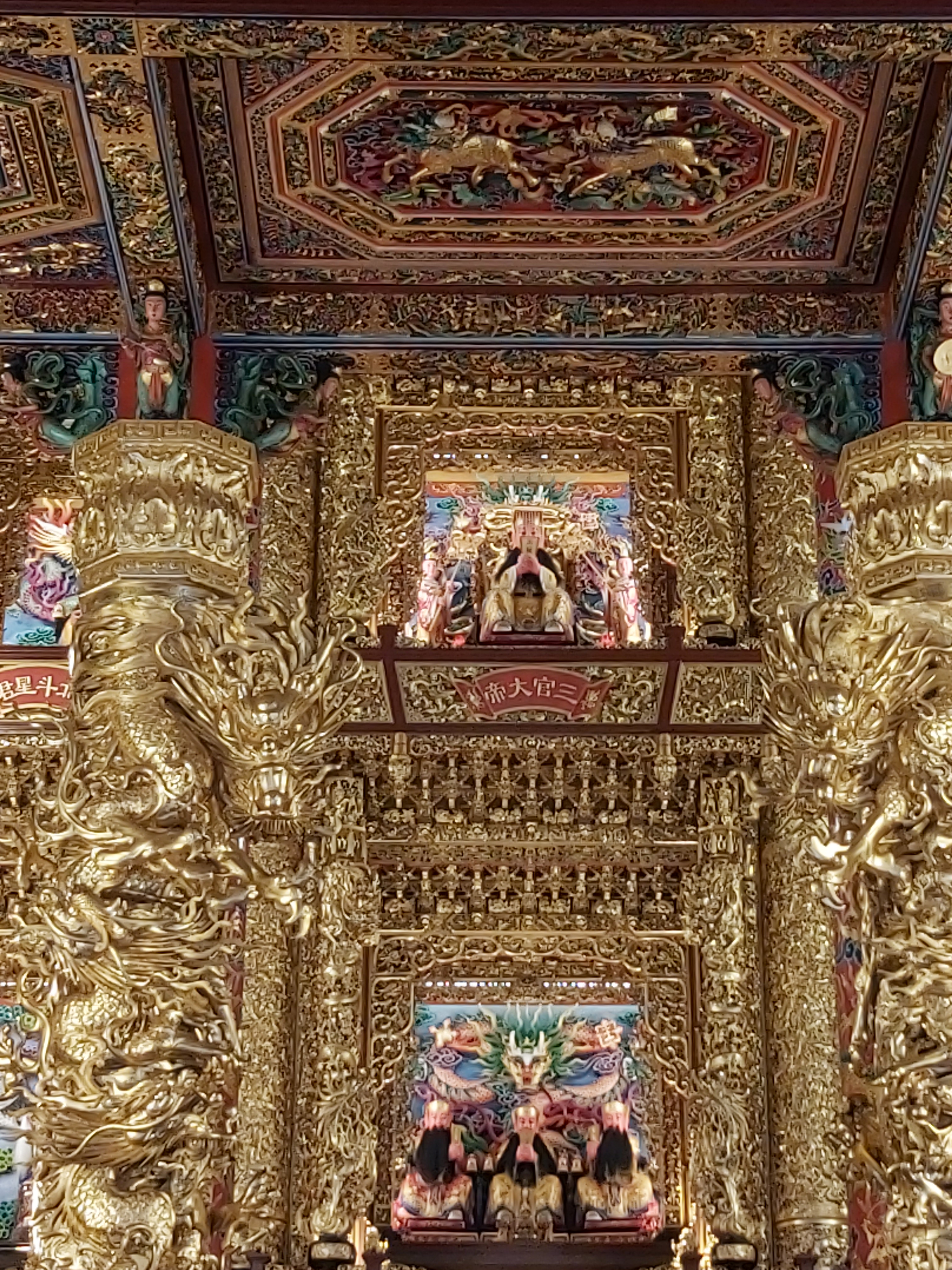
玉皇大帝與三官大帝
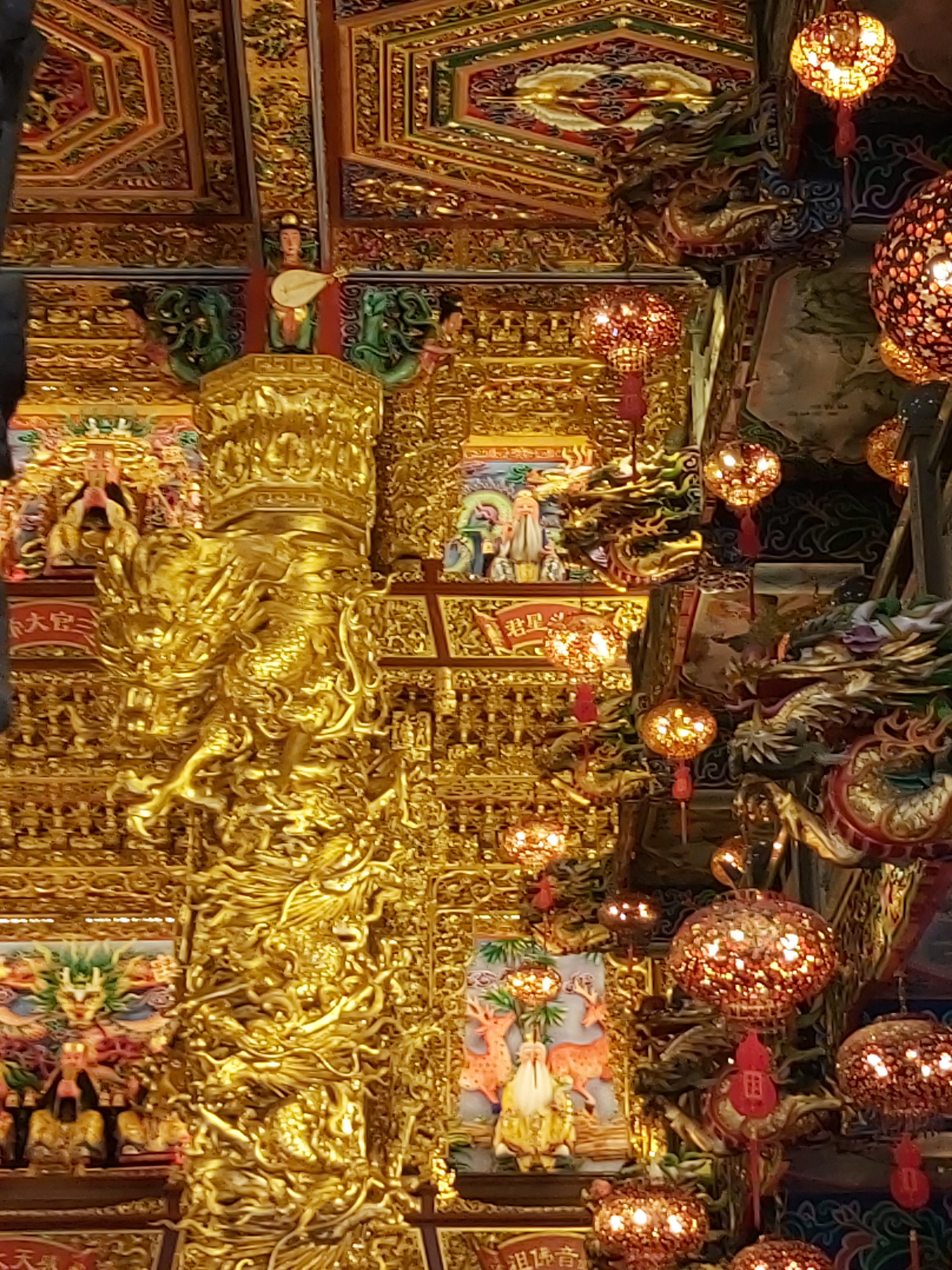
長生大帝與南斗星君
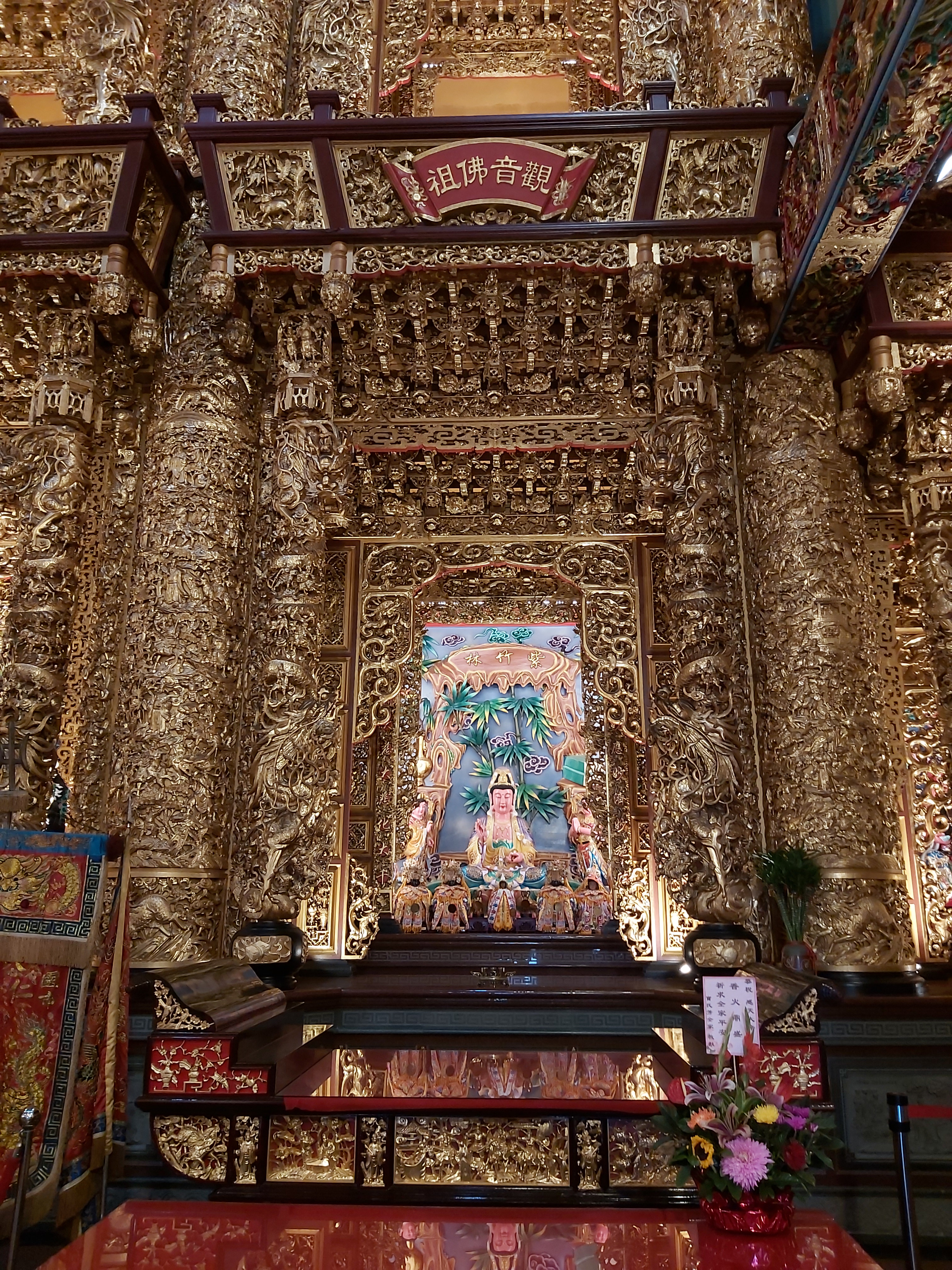
觀音佛祖
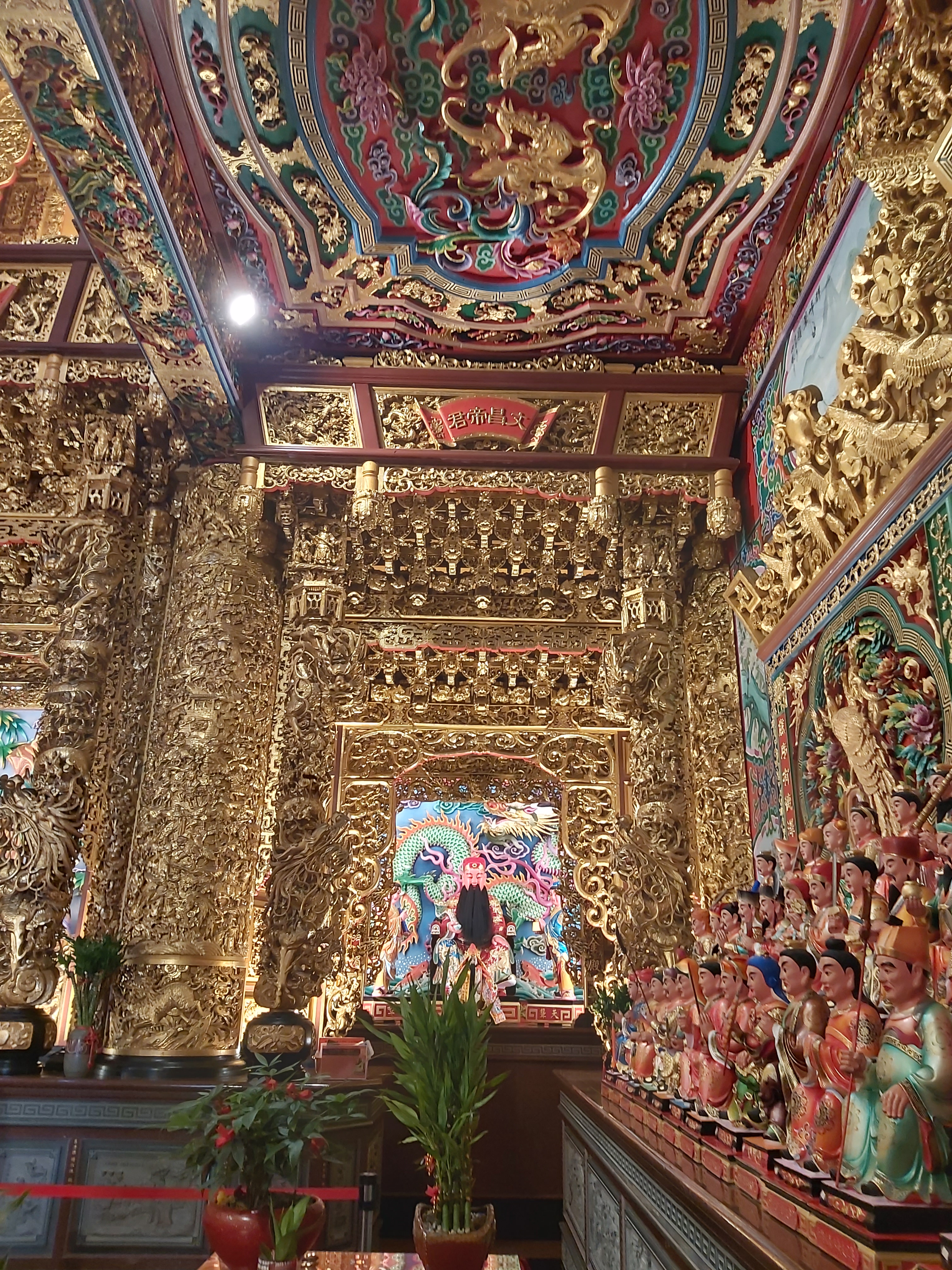
文昌帝君
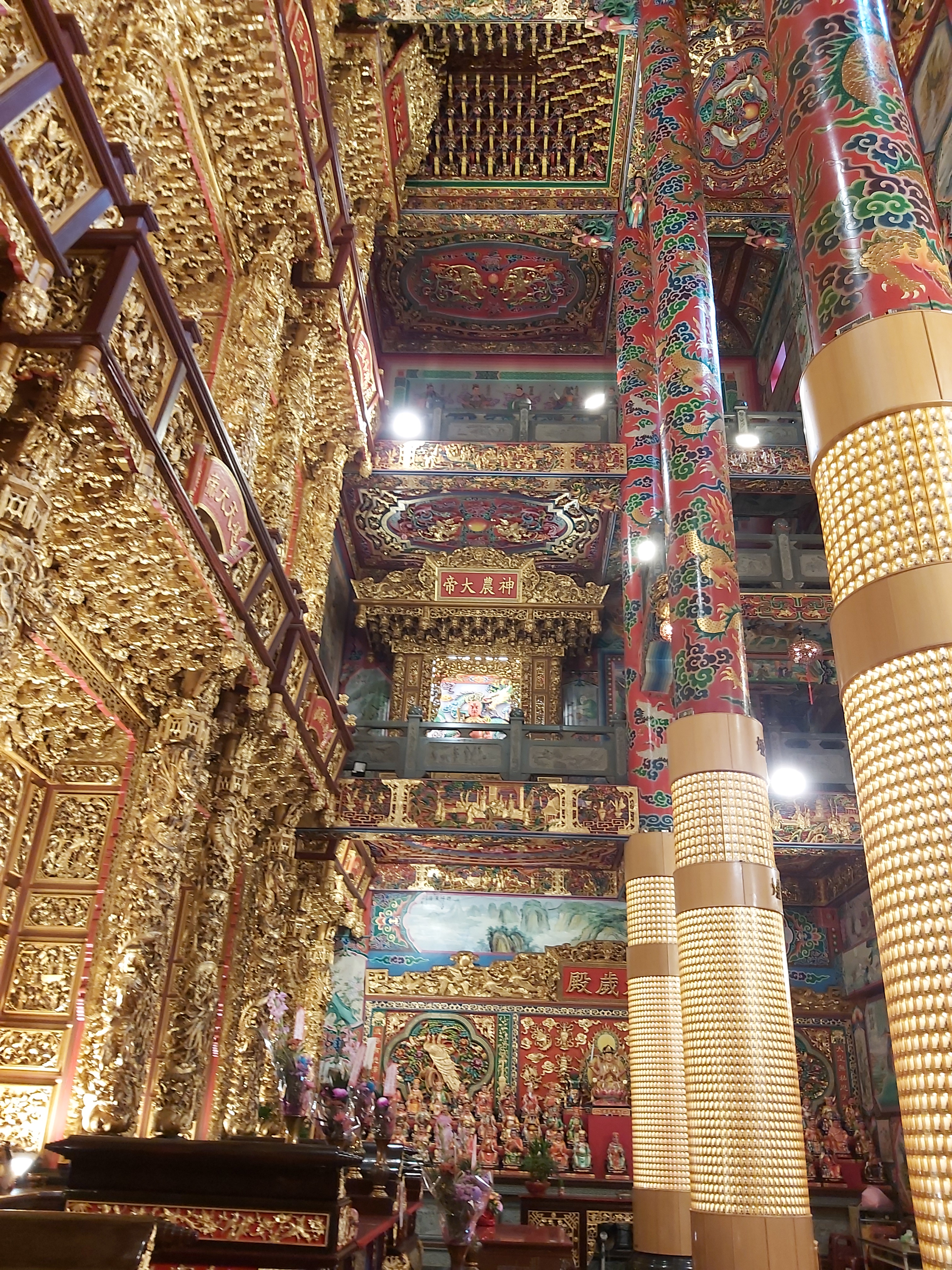
神農大帝
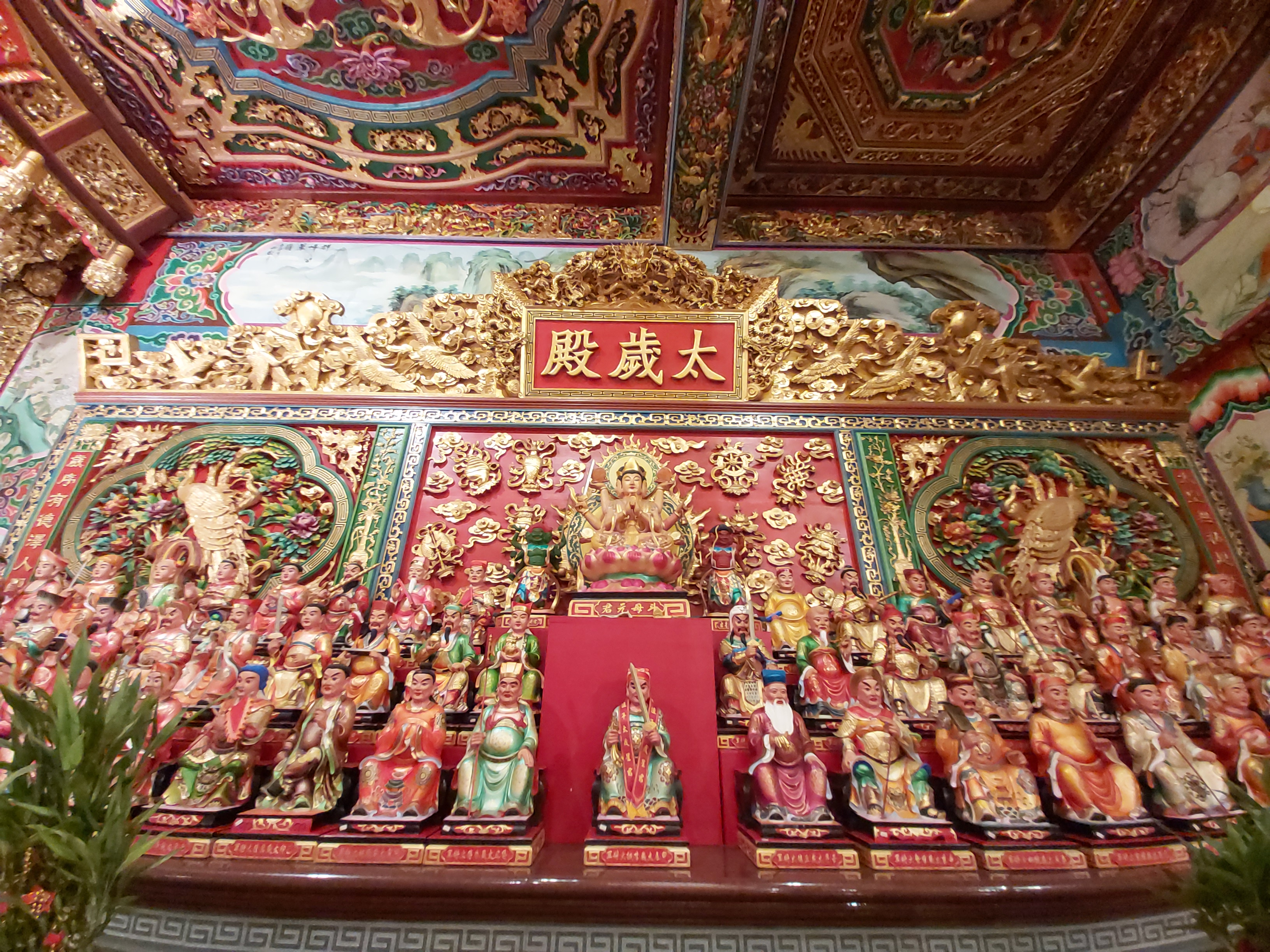
太歲殿

## 簡史
- 1838年

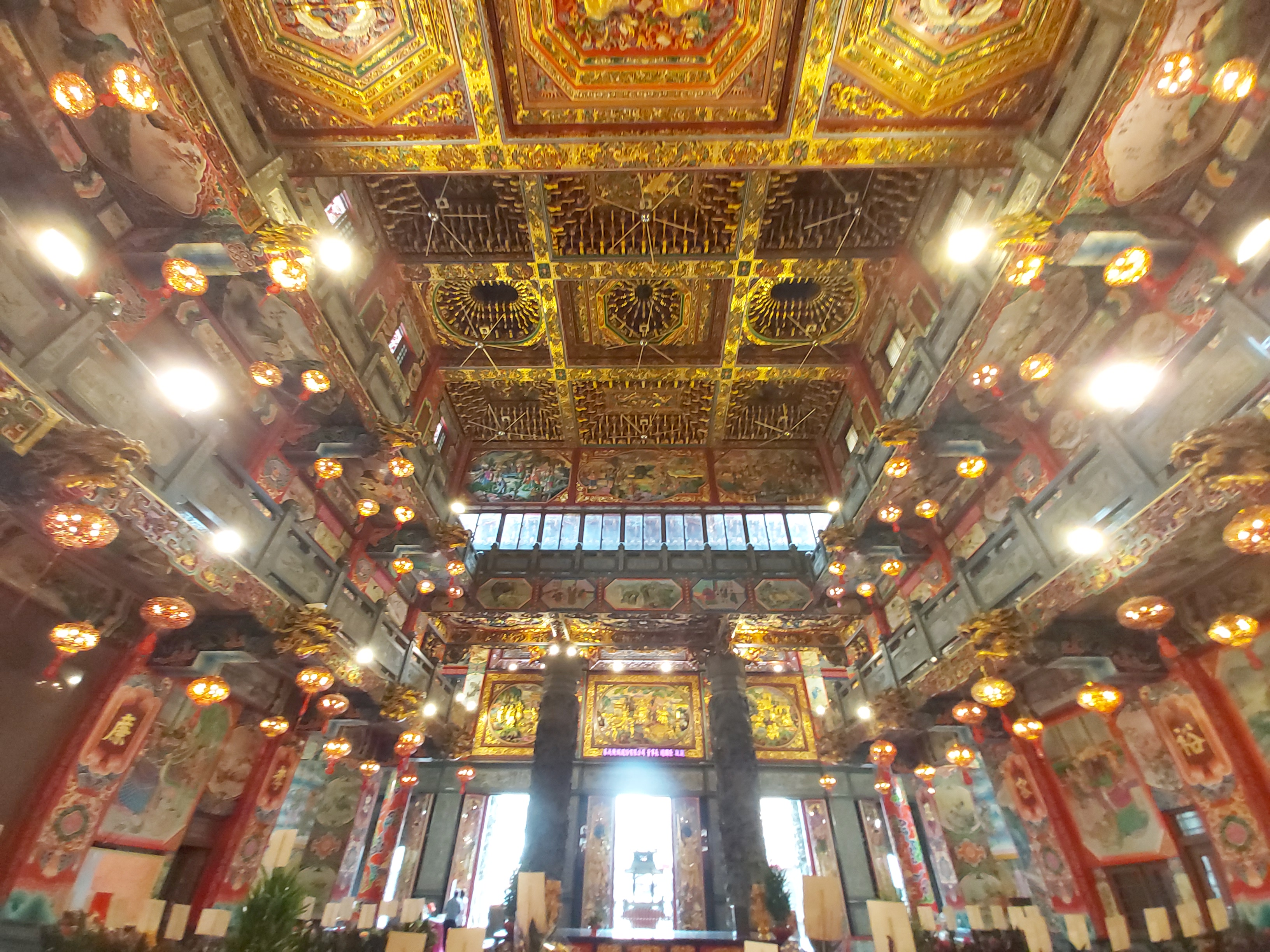
大園仁壽宮殿內雕樑

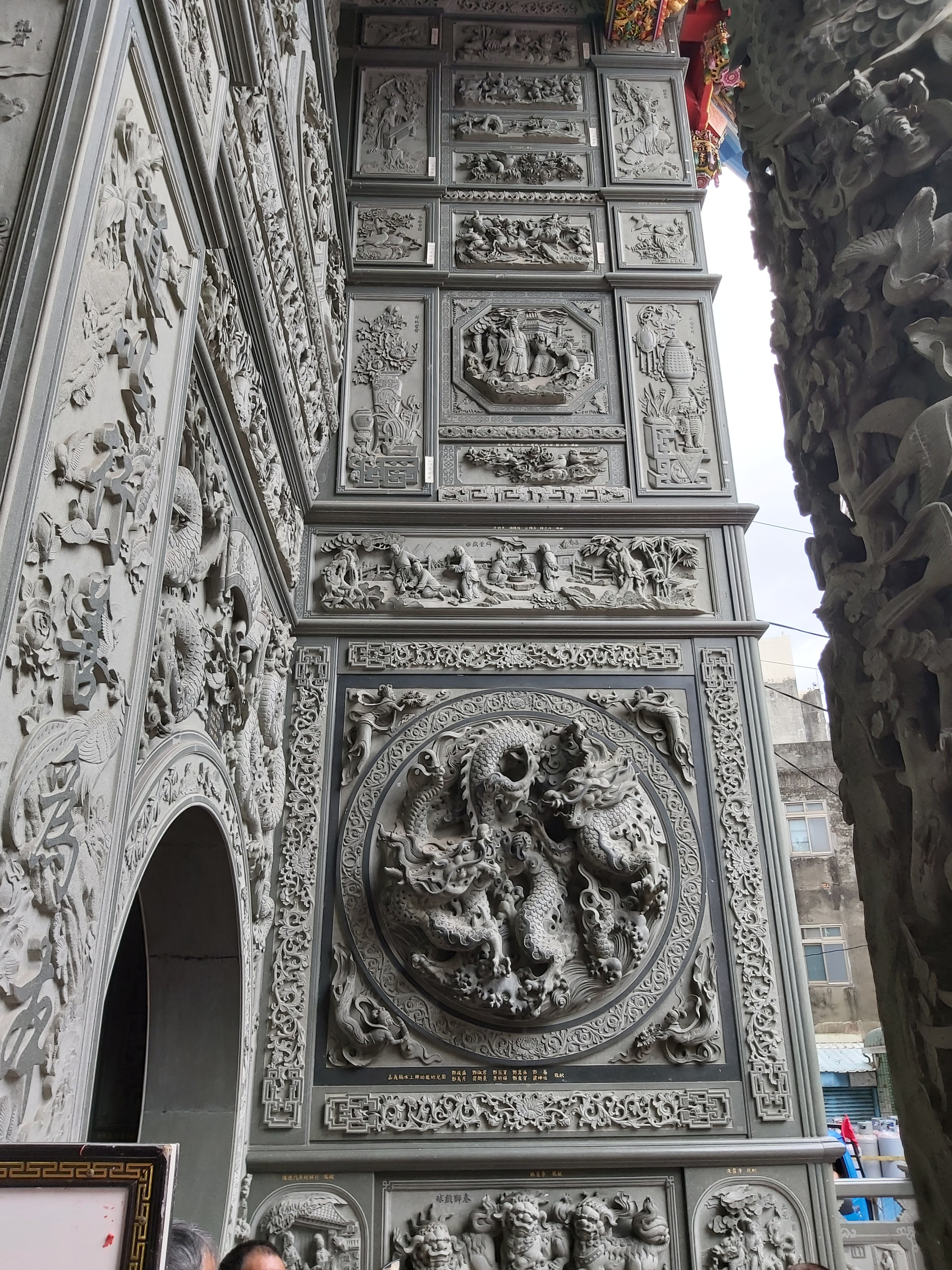
廟身壁面石雕

  - 始於清道光18年(西元1838年)，福建省漳州府漳浦縣人許文量自中國大陸分香恭請來大園奉祀至今。[2]

- 1885年
  - 初期安奉於民家，緣大帝神威赫濯，為民消災解厄，醫治萬病，無論何種疾病，都能藥到病除，為此各地善男信女感念大帝恩澤，遂於清光緒11年(西元1885年) 8月10日，由大坵園地方人士李登及許阿斗等，發起勸募緣金1200元，謹擇本址，建設土角造葺瓦廟宇，題曰：「仁壽宮」以奉祀大帝。[2]

- 1896年
  - 清光緒22年，宮被日本佔為新埔辦務署大坵園之署辦公廳，時眾信士捐獻緣金，承買民房而遷大帝奉安之，清光緒27年 (西元1901年)日本因支廳廳舍建築完竣，乃將仁壽宮交還大帝，地方信徒遂復接大帝返宮。[2]

- 1917年
  - 民國6年(西元1917年)因天災亢旱，群請大帝祈雨，以救萬民，果顯奇蹟，甘霖如注，萬民額手稱慶，感激神恩浩蕩，於是地方人士紳發起大舉重修宮廟，即將宮前殿改為磚造。[2]

- 1965年
  - 民國54年進行第二次重建，將舊廟全部拆卸，改以磚造鋼筋水泥結構，並於56年(1967年) 10月10日竣工，成為堂皇壯麗之大廟。[2]

- 2008年
  - 民國97年有感於廟宇已呈老舊樣貌，並因道路拓寬，廟基僅剩267坪，廟埕明顯狹窄，爰增購建地776坪，進行第三次重建，並於以符廣大善信夙願。宏偉大廟採傳統挑高三川五門，地下一層，地上5層，建築面積353坪，其後擇於大帝來台安座174年紀念日，於民國100年農曆10月25日入廟安座。 [2]

- 2013年
  - 民國102年歲次癸已重建工程全部告峻，欣逢值年座向大利，於農曆10月19日起至23日止，慶成祈安五朝建醮大典。[2]
  - 當地檀越與旅外大園鄉親鳩資新臺幣3.7億元重建殿宇，2013年11月落成，舉辦慶成祈安五朝清醮典禮。[3]

- 2019年
  - 地方士紳捐贈正殿兩根牛樟木雕塑的九龍盤柱「飛龍呈祥」完工，於11月14日至18日，舉辦為期5天的慶成祈安五朝圓醮系列慶典活動。[4]

## 外部連結
- 大園仁壽宮官網 （页面存档备份，存于）
- 大園仁壽宮的Facebook專頁